# Miwako Sugiyama
Miwako Sugiyama (japanisch 杉山 美和子 Sugiyama Miwako, * 28. November) ist eine japanische Mangaka. Sie ist seit 2006 aktiv und seit 2019 erscheinen zwei ihrer romantischen Geschichten auch auf Deutsch.

## Werdegang und Werk
Das erste von Sugiyama kommerziell veröffentlichte Werk ist Royal Green aus dem Jahr 2006. Die romantische Komödie erzählt vom Mädchen Kokoro, das durch die Bekanntschaft mit einem Jungen erstmals Dinge zu Ende bringen kann und es auf die Oberschule schafft. Es folgten viele weitere kurze Serien sowie Beiträge in Anthologien. Sugiyamas Geschichten richten sich stets an jugendliche Mädchen (Shōjo) und sind meist romantische Geschichten, die an der Schule spielen. Oft sind es Komödien.
2010 erschien von Sugiyama erstmals eine lange Serie: Hana ni Kedamono erreichte zehn Bände und erzählt von der ersten Liebe einer Schülerin, die ausgerechnet einem Jungen zufällt, der schon für wechselnde Beziehungen zu anderen Mädchen bekannt ist. Mit Starlight Dreams von 2015 erschien ab 2019 erstmals eine ihrer Serien auf Deutsch. Der Manga handelt von einem Mädchen, das sowohl mit ihren schulischen Leistungen als auch einer komplexen Beziehung zum Klassensprecher zu kämpfen hat. Auch Sugiyamas nächste längere Serie, Bite Maker – Omega of the King, wurde auf Deutsch herausgegeben. Die Geschichte spielt im Omegaverse und erzählt von der Beziehung zwischen einem eingebildeten Alpha und einer hübschen, aber widerspenstigen Omega.

## Bibliografie (Auswahl)
- Royal Green (ロイヤルグリーン, 2006, 1 Band)
- Mitsuboshi Love Days (3つ星ラブデイズ, 2006, 1 Band)
- Ai no Kotoba (アイノコトバ, 2007, 1 Band)
- Koishite Nanbo! (恋してナンボ！, 2007, 1 Band)
- Anta Nante Okotowari! (アンタなんてお断り, 2008, 1 Band)
- Love Survival (ラブ☆サバイバル, 2008–2009, 3 Bände)
- Orera Kōrin! (オレら降臨!, 2009, 1 Band)
- Hana ni Kedamono (花にけだもの, 2010–2012, 10 Bände)
- Usotsuki Kusuriyubi (嘘つきくすりゆび, 2010, 1 Band)
- True Love (2012–2015, 7 Bände)
- Starlight Dreams (4月の君、スピカ。 4-gatsu no Kimi, Spica., 2015–2019, 10 Bände)
- Hana ni kedamono: Vita sexualis (花にけだもの～ヰタ セクスアリス～, 2018, 1 Band)
- Share Kiss Love (シェアキスラブ, 2017–2018, 2 Bände)
- Bite Maker – Omega of the King (Bite Maker―王様のΩ― Bite Maker -Ōsama no Omega-, 2019–2023, 11 Bände)
- Bite Maker AK (seit 2023, 3 Bände)